# Canon-Legrand
Die  Ateliers de Construction Canon-Legrand (vormals Achille Legrand) in Mons waren ein 1860 gegründeter belgischer Hersteller von Eisenbahnmaterial, insbesondere für  Feld- und Werksbahnen sowie für schmal- und normalspurige Klein- und Nebenbahnen.

## Firmengeschichte

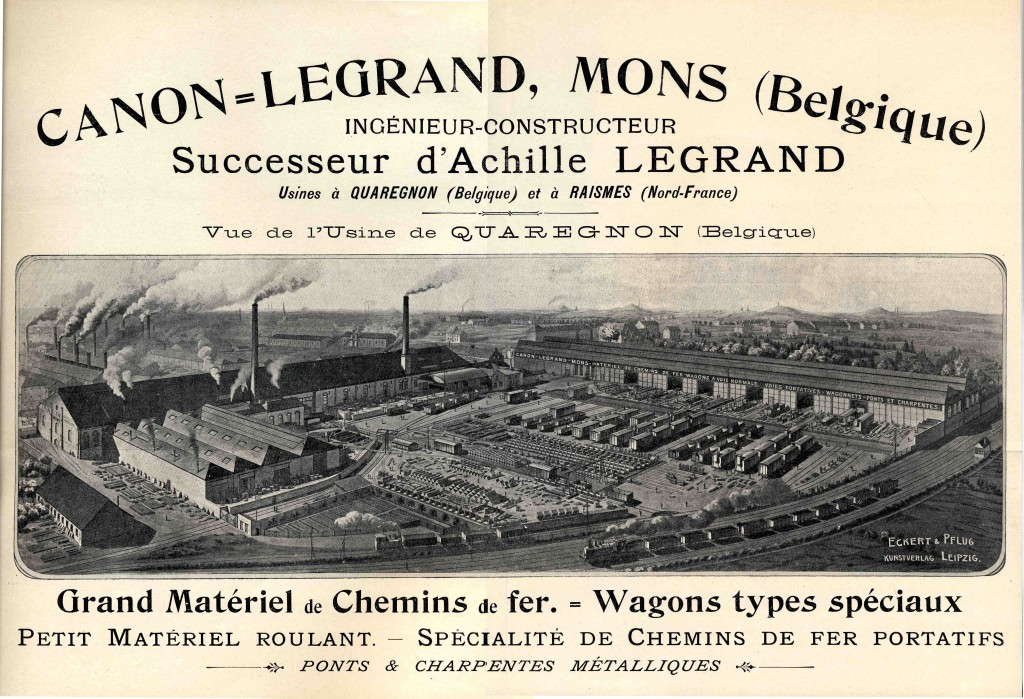
Die Fabrik in Quaregnon, Belgien

Das Unternehmen wurde vom belgischen Senator Achille Legrand (* 24. September 1831 in Quévy-Blaregnies; † 19. Februar 1897 in Mons) gegründet. Er wurde von seinem Schwiegersohn Louis Canon unterstützt, der das Unternehmen übernahm und es in Ateliers Canon-Legrand umbenannte.
Legrand war ein Industrieller und besaß ursprünglich die Ateliers de construction Achille Legrand. Auf der Pariser Weltausstellung 1878 demonstrierte er die von ihm erfundenen Stahlschwellen für Eisenbahngleise und Straßenbahnen. Er stellte Lokomotiven für Schmalspurbahnen her und lieferte sie in zahlreiche Länder, darunter den Kongo, Russland und Marokko. Außerdem lieferte er Güter- und Passagierwagen, die zum Teil mit luxuriösen Ausstattungen versehen waren.

## Produkte
Laut Firmenschriften stellte das Unternehmen in seinen Fabriken in Quaregnon (Belgien) und Raismes (Nordfrankreich) insbesondere genietete & zerlegbare tragbare Gleisjoche zum sofortigen Verlegen von Schmalspurbahnen her und vertrieb das komplette rollende Material einschließlich Dampf-, Motor- und Elektrolokomotiven anderer Hersteller. Es gab patentierte Spezialwagen, Wagen für schmal- und normalspurige Nebenbahnen. Canon-Legrand waren der einzige Hersteller der Einschienenbahn des Systems Lartigue-Legrand. Außerdem gab es metallische Brücken- & Eisenkonstruktionen.

## Anmerkungen

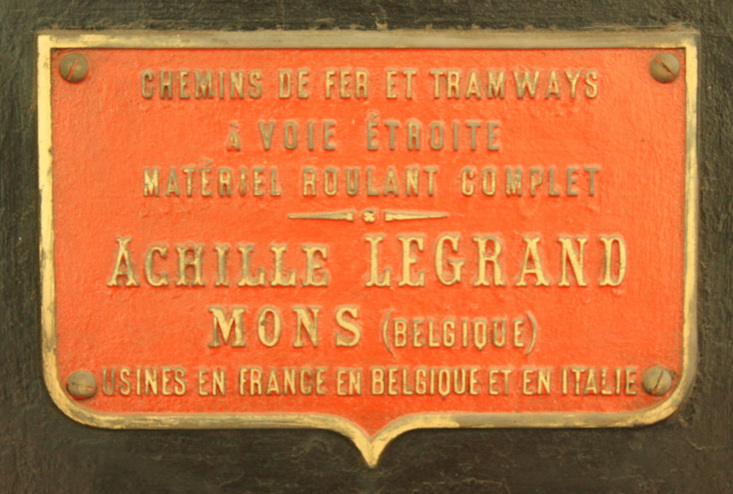
Typenschild